# Anti-Flag
Anti-Flag — американская панк-рок-группа из Питтсбурга, Пенсильвания. В последний состав группы входили вокалист и гитарист Джастин Сэйн (Justin Sane), барабанщик Пэт Тетик (Pat Thetic), которые основали группу; а также гитарист Крис Хед (Chris Head) и вокалист/бас-гитарист Крис № 2 (Chris Barker).
Anti-Flag известны своими откровенно левыми политическими взглядами. Лирика во многих песнях группы направлена на антивоенный протест, критику внешней политики Соединённых Штатов, корпоративизма, распределения доходов между бедными и богатыми в США, а также на различные социально-политические настроения. Известно, что Anti-Flag поддерживают прогрессивные политические группы и движения, такие как «Гринпис» и «Международная амнистия». Недавно группа сосредоточилась на критике спасительных мер Соединённых Штатов по выходу из кризиса, которые были направлены на то, чтобы пустить большие денежные потоки непосредственно на спасение национальных банков. В 2023 году группа заявила о прекращении деятельности после того, как Сэйн был обвинен десятками женщин в харрасменте и насилии.

## История
Группа образовалась в 1988 году, в Питтсбурге. Первоначальный состав: Джастин Сэйн (Justin Sane), Пэт Тетик (Pat Thetic), Люси Фестер (Lucy Fester). Группа просуществовала недолго, до 1989 года, с постоянной сменой участников, и успела дать всего один концерт, после чего последовал перерыв.
В 1993 году Джастин Сэйн и Пэт Тэтик собрали очередной состав группы. В 1996 вышел дебютный альбом Die for the Government. Летом того же года из-за творческих разногласий группу покинул басист Энди Райт (Andy Wright). После нескольких перестановок в составе, в 1999 году Anti-Flag приобрёл свой классический вид: Джастин, Пэт и два Криса — Баркер (Chris Barker) и Хед (Chris Head).
В 1999 году вышел второй альбом — A New Kind of Army. В текстах затрагивались проблемы расизма, коррупции, полицейского произвола и прочие остросоциальные темы. Молодую группу заметили Rage Against The Machine, и предложили отыграть вместе несколько концертов.
В 2000 году группу приглашают принять участие в Vans Warped Tour. Во время тура парни сводят знакомство с Майком (Fat Mike) из группы NOFX, который к тому же являлся владельцем рекорд-лейбла Fat Wreck Chords, и несколько следующих альбомов выходят на нём. Кроме того, Anti-Flag создаёт свой собственный рекорд-лейбл A-F Records, где в разное время записывались такие панк-коллективы, как The Code, Much the Same, The Vacancy, The Unseen, Modey Lemon и другие.
В 2001 году Anti-Flag выпускает альбом Underground Network. Продюсер альбома — известный человек в мире панк-рока Масс Джиорджини (Mass Giorgini). Помимо уже привычных «наездов» на нео-нацистов, в альбоме присутствует критика внешней политики Соединённых Штатов.
В 2002 году на собственном лейбле группы A-F Records выходит альбом Mobilize, содержащий студийные и концертные записи. Годом позже группа выпускает очередной альбом — The Terror State. Основное содержание текстов — жёсткая критика политики администрации Джорджа Буша. Тогда же ряд музыкальных сетей отказывается распространять альбомы группы, обвиняя её в антиамериканизме и непатриотичности.
Все участники группы являются либо веганами, либо вегетарианцами. А также являются противниками курения, алкоголя и наркотиков, но при этом выступают за легализацию марихуаны.
8 октября 2004 года, член Палаты Представителей Джим Макдермотт (Jim McDermott) в своей речи похвалил Anti-Flag за их призывы к молодым людям принимать участие в политических выборах.
В марте 2008 года группа выступила с концертами в Москве и Санкт-Петербурге.
В конце 2008 года агентство Spika объявляет о том, что группа вновь приедет в Россию в марте 2009-го, но из-за травмы вокалиста, полученной во время одного из выступлений в рамках европейского тура группы, шоу было отложено, и лишь в конце мая группа выступила с концертами в Краснодаре, Москве и Санкт-Петербурге.
В октябре 2010-го года Крис #2 и Крис Хэд организовали группу White Wives.
29 июля 2011 года группа выступила на фестивале Kubana-2011 в посёлке Веселовка на черноморском побережье.
20 марта 2012 года на лейбле SideOneDummy вышел восьмой студийный альбом "The General Strike". Тур в поддержку альбома пройдет на северо-востоке США.
В июне 2014 года было объявлено, что Anti-Flag выпустят новый альбом под названием A Document Of Dissent: 1993-2013. Сборник песен с 1993 по 2013 год будет выпущен на Fat Wreck Chords - первый релиз группы под лейблом с 2003 года. Релиз альбома состоялся 21 июля 2014 года.
27 июня 2014 года группа снова приехала в Россию и выступила на фестивале Доброфест в Ярославской области, на котором во время совместного выступления Криса 2 с группой "Тараканы!" был снят видеоклип на песню "Бог и Полиция", режиссером видеоклипа выступил Фролов, Максим Олегович, клипмейкер из Москвы, который также снимал и другие музыкальные видео как для "Тараканы!", так и для Anti-Flag.
16 января 2015 года, группа объявила о выходе своего девятого студийного альбома под названием American Spring. Альбом был выпущен 26 мая 2015 года.
7 августа 2017 года был анонсирован новый альбом под названием American Fall. Альбом вышел 3 ноября 2017 года.
В январе 2020 Anti-Flag выпустили свой двенадцатый студийный альбом "20/20 Vision". Релиз отметился в немецком и швейцарском чарте альбомов.

### Распад (2023)
19 июля 2023 года группа опубликовала на своем Patreon обновление, в котором объявила о своем роспуске и намерении вернуть деньги фанатам, подписавшимся на них. После этого объявления их веб-сайт был закрыт, а учетные записи группы в социальных сетях удалены. Группа не публиковала объяснений или официальных заявлений за пределами Patreon, подтверждающих или уточняющих информацию об их распаде. Группа готовилась к европейскому туру с Dropkick Murphys также планировала отправиться в тур по Северной Америке вместе с The Bouncing Souls осенью 2023 года. На просьбу сделать заявление о распаде публицист группы отказался от комментариев.  Сайт новостей инди-музыки Stereogum и развлекательный журнал Us Weekly связали распад Anti-Flag в июле 2023 года с эпизодом подкаста, выпущенным 19 июля, в тот же день, что и роспуск группы, в котором были выдвинуты обвинения в сексуальном насилии против «певца политической панк-группы», предположительно фронтмена Джастина Сэйна.

## Последний состав
- Джастин Сэйн (Justin Sane) — вокал, гитара
- Крис Баркер (Chris Barker) — бас-гитара, вокал
- Крис Хед (Chris Head) — ритм-гитара, бэк-вокал
- Пэт Тетик (Pat Thetic) — ударные

## Бывшие участники
- Люси Фестер (Lucy Fester) — бас-гитара (1988—1989)
- Энди  «Флаг» Райт (Andy «Flag», Andy Wright) — бас-гитара, вокал,бэк-вокал (1993—1996)
- Джимми «Коук» Таунс  (Jamie « Cock »Towns) — бас-гитара (1997—1999)

## Дискография

### Студийные альбомы
- 1996 — Die for the Government
- 1999 — A New Kind of Army
- 2001 — Underground Network
- 2003 — The Terror State
- 2006 — For Blood and Empire
- 2008 — The Bright Lights of America
- 2009 — The People or the Gun
- 2012 — The General Strike
- 2015 — American Spring
- 2017 — American Fall
- 2018 — American Reckoning
- 2020 — 20/20 Vision
- 2023 — Lies They Tell Our Children

### Мини-альбомы
- 1995 — Kill Kill Kill (Ripe Records)
- 2003 — Live at Fireside Bowl (Liberation Records)
- 2007 — A Benefit for Victims of Violent Crime (RCA Records)

### Компиляции
- 1992 — 17 Song Demo
- 1998 — Their System Doesn’t Work for You
- 2002 — Mobilize
- 2011 — Complete Control Session
- 2018 — Their System Doesn’t Work for You (Remastered)

### DVD
- 2004 — Death of a Nation (A-F Records)

### Видеоклипы
- 2003 — «Turncoat» (The Terror State)
- 2004 — «Death of a Nation» (The Terror State)
- 2004 — «Post-War Breakout» (The Terror State)
- 2004 — «Protest Song»
- 2006 — «The Press Corpse» (For Blood and Empire)
- 2006 — «1 Trillion Dollar$» (For Blood and Empire)
- 2006 — «This Is the End (for You My Friend)» (For Blood and Empire)
- 2006 — «War Sucks, Let’s Party» (For Blood and Empire)
- 2007 — «911 for Peace (live)» (A Benefit for Victims of Violent Crime)
- 2008 — «The Bright Lights Of America» (The Bright Lights Of America)
- 2009 — «When all the lights go out» (The People Or The Gun)
- 2010 — «The Economy Is Suffering… Let It Die» (The People Or The Gun)
- 2012 — «This is the new sound» (The General Strike)
- 2013 — «Broken Bones» (The General Strike)
- 2015 — «Brandenburg Gate» feat. Tim Armstrong (American Spring)
- 2017 — «American Attraction» (American Fall)
- 2019 — «Hate Conquers All» (20/20 Vision)
- 2020 — «20/20 Vision» (20/20 Vision)
- 2020 — «The Disease» (20/20 Vision)

## Интересные факты
- Участники группы не оглашают свой возраст публично, в особенности Chris #2. На официальном форуме в его профиле постоянно значится, что ему 19 лет. Это давняя шутка группы.[12]
- Участники группы шуточно называют Криса Хэда — «Gimmie».[13]
- Дефис между словами «Anti» и «Flag», по признанию Джастина, был поставлен из-за неграмотности в вопросе использования дефиса.[13]
- Крис Хэд изначально играл на бас-гитаре.[13]
- В 2012 году Anti-Flag записали кавер на "панк-молебен", проведенный группой Pussy Riot в Храме Христа Спасителя. Композиция называется "Virgin Mary, redeem us of Putin"
- В июне 2011 года вышел "Russian tribute to Anti-flag". В записи приняли участие: Чокнутый Пропеллер (Петрозаводск), Antreib (Москва), Болт69 (Тверь), Diagens (Москва) и другие. Тираж 500 экземпляров.
- Chris #2 принимал участие в записи бэк-вокала в песне группы Тараканы! "Бог и полиция" из альбома MaximumHappy 1.
- Justin Sane принимал участие в записи вокала в песне московской группы Not a Single Break! под названием My Voice исполнив её дуэтом с Фролов, Максим Олегович[14].